# 랜섬 (1954년 영화)
《랜섬》(World For Ransom)은 미국에서 제작된 로버트 알드리치 감독의 1954년 드라마, 느와르 영화이다. 댄 두리에 등이 주연으로 출연하였고 로버트 알드리치 등이 제작에 참여하였다.

## 출연

### 주연
- 댄 두리에
- 진 로크하트
- 패트릭 노울즈
- 레지날드 데니
- 나이젤 브루스

### 조연
- 마리언 카
- 아서 쉴즈
- 더글러스 덤브릴
- 카멘 단토니오
- 케이 루크
- 클라렌스 렁
- 로우 노바
- 패트릭 앨런